# Pomacentrus auriventris
Pomacentrus auriventris – gatunek morskiej ryby okoniokształtnej z rodziny garbikowatych (Pomacentridae). 

## Występowanie
Gatunek ten występuje w wodach tropikalnych Oceanu Spokojnego w rejonach od Indonezji do Mikronezji. Stwierdzony także w wodach w pobliżu Wyspy Bożego Narodzenia we wschodniej części Oceanu Indyjskiego. Występuje w okolicy raf koralowych na głębokości do 35 metrów. Przeważnie pływa przy dnie.

## Charakterystyka
Osiąga do około 5,5 centymetra długości. Pływają zazwyczaj w niewielkich grupach. Są jajorodne. Ikrę składają przy dnie. Samce pilnują i napowietrzają jaja.